# シシガシラ科
シシガシラ科(Blechnaceae)は、シダ植物門に含まれる群のひとつである。
地上性の短い茎を持つシダがほとんどである。特徴としては、網状中心柱を持つこと、胞子のう群は細長く、羽片の主脈や主軸に沿ってつくこと、包膜は細長くて主軸の反対側につき、主軸側が開くことが挙げられる。多くは単羽状複葉かさらにそれが切れ込んだ形である。世界に8属250種が知られ、南半球を中心に熱帯に多くの種がある。日本からは2属の10種が知られる。
以下に日本の代表的なものを挙げる。
- ヒリュウシダ属　Blechnum
  - ヒリュウシダ B. orientale L.
  - シシガシラ B. niponicum (Kunze) Makino
  - オサシダ B. amabile Makino

- コモチシダ属 Woodwardia
  - コモチシダ W. orientalis Sw.
  - オオカグマ W. japonica
  - オオギミシダ W. harlandii Hook.